# Шоссе Бандейрантов
Шоссе Бандейрантов (порт. Rodovia dos Bandeirantes, официальное обозначение SP-348) — шоссе в бразильском штате Сан-Паулу, которое соединяет город Сан-Паулу с городом Кампинас.
Когда шоссе Анангуера перестало справляться с потоком автомобилей в 1960-е годы, правительство штата приняло решение построить еще одно, более современное шоссе, которое должно было связать город Сан-Паулу с Жундиаи и Кампинасом, сливаясь с шоссе Анангуера у Кампинаса. Это была одна из нескольких первых шестиполосных автострад Бразилии, открытых в 1978 году.
С момента строительства шоссе оставалось платным, а с 1998 года по контракту с правительством штата им управляет частная компания AutoBAn.
В 2001 году шоссе было продлено до Санта-Барбара-д’Оести, где оно слилось с шоссе Вашингтона Луиза, с тех пор шоссе стало обслуживать муниципалитеты Риу-Клару, Сан-Карлус, Арараекара и Сан-Жозе-ду-Риу-Прету. В 2006 году шоссе было расширено до 4 полос в каждом направлении от Сан-Паулу до Жундиаи. Сейчас оно остается главным связующим звеном между несколькими городами от Сан-Паулу до Кампинаса и аэропорта Виракопуса.
Шоссе названо в честь бандейрантов, первопроходцев бразильских земель XVII—XVII веков, которые путешествовали примерно этой дорогой через леса вглубь континента.

## Галерея

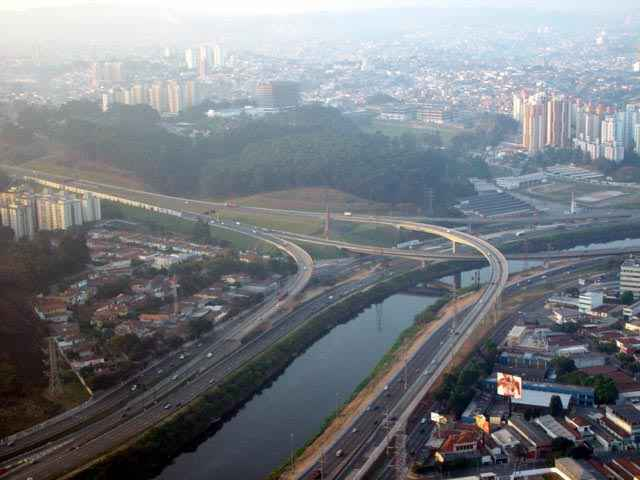
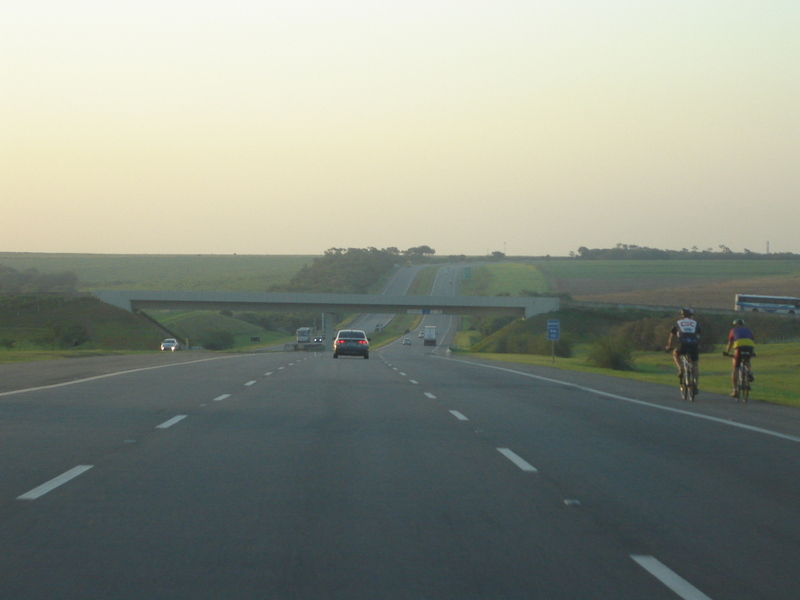
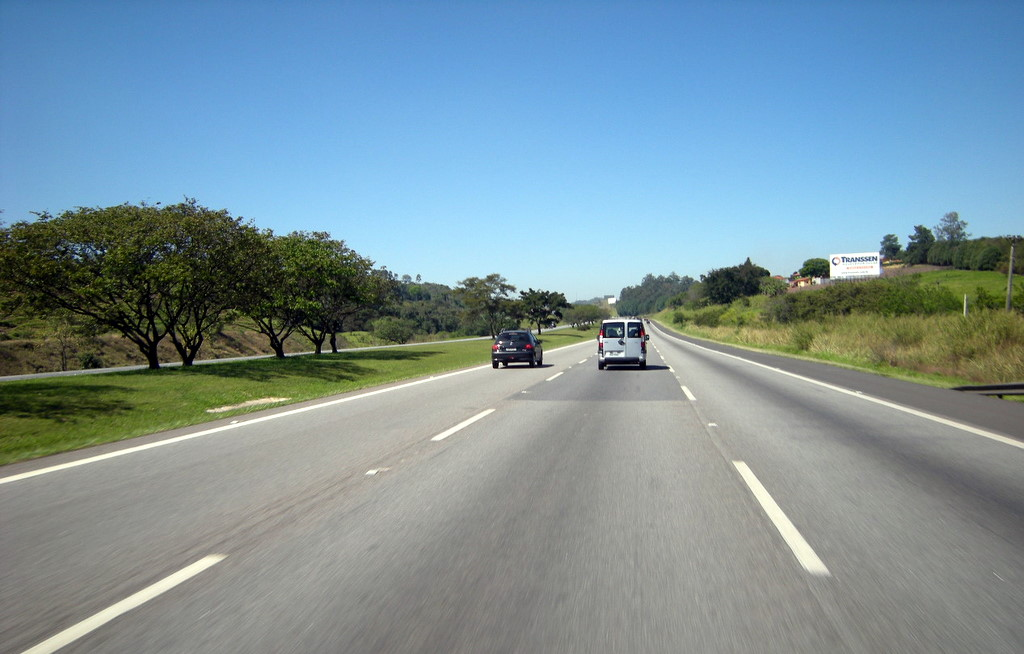
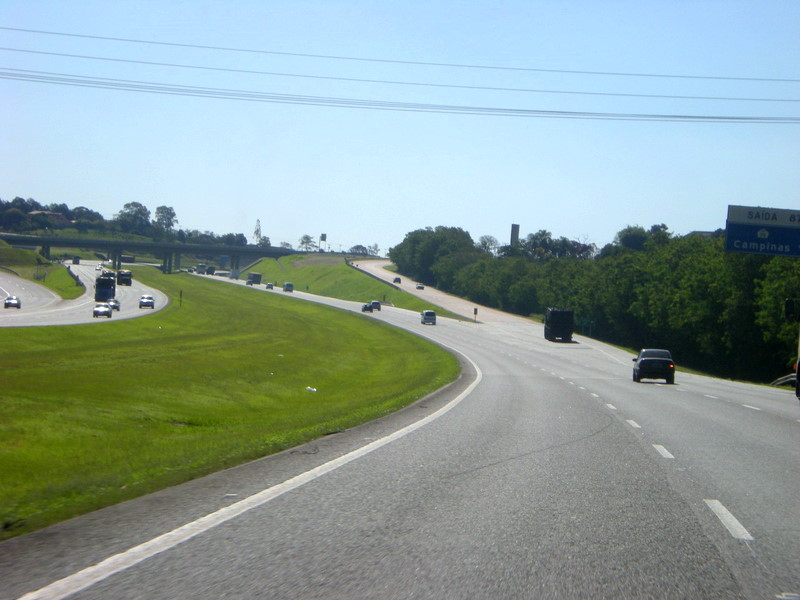